# براد رووي
براد رووي (بالإنجليزية: Brad Rowe)‏ هو لاعب كرة قدم أسترالية أسترالي، ولد في 23 نوفمبر 1969.

## وصلات خارجية
- براد رووي على موقع AustralianFootball.com (الإنجليزية)
- براد رووي على موقع AFLtables.com (الإنجليزية)